# Cattedrale di San Giovanni Battista (Porto Rico, Chiesa anglicana)
La cattedrale di San Giovanni (in spagnolo: Catedral San Juan Bautista) si trova a San Juan, Porto Rico, ed è sede della diocesi episcopale di Porto Rico, appartenente alla Comunione anglicana.

## Storia
La prima funzione religiosa della missione di San Giovanni Battista si è svolta il 12 marzo 1899 in una sala a San Juan. Il reverendo James Van Buren, venuto a Puerto Rico nel mese di febbraio 1901, alla vigilia di Natale di quell'anno divenne rettore della parrocchia di San Giovanni. La pietra angolare per la prima chiesa della congregazione fu posta il 26 dicembre 1902. Nel 1928 il vescovo Charles Colmore propose di trasferire la chiesa di San Giovanni in una nuova posizione. I lavori per la realizzazione dell'attuale cattedrale hanno avuto inizio il 22 febbraio 1929, per terminare nel febbraio successivo.